# Procladius lugubris
Procladius lugubris är en tvåvingeart som först beskrevs av Zetterstedt 1850.  Procladius lugubris ingår i släktet Procladius och familjen fjädermyggor. Inga underarter finns listade i Catalogue of Life.